# DoomSword
I DoomSword sono una band doom metal italiana di Gallarate, fondata nel 1997 dal cantante-chitarrista Deathmaster e dal batterista-chitarrista Guardian Angel. La band tratta spesso temi epici della storia antica e medioevale, letteratura medioevale e mitologia.

## Storia
Poco dopo la loro fondazione avvenuta nel 1997, i DoomSword pubblicarono un demo di 5 tracce intitolato Sacred Metal, con Soldier of Fortune come bassista. Ottenuti buoni consensi da parte della critica, il gruppo acquistò una buona fama, grazie anche all'inserimento a titolo definitivo del bassista Dark Omen (ex Agarthi) e del cantante Nightcomer (ex membro dei Madrigal).
Il primo album, intitolato DoomSword, fu registrato nel luglio-agosto 1998 negli Alex Studio di Gallarate ed uscì nel marzo 1999 sotto etichetta Underground Symphony. Dopo la pubblicazione dell'album, sia Nightcomer che Guardian Angel lasciarono il gruppo, sostituiti da Gianluca Ferro (Guardian Angel II), che aveva già partecipato come ospite al debut-album, e The Forger come chitarristi, mentre Grom entra come batterista.
Nel 2002 fu pubblicato, con la casa discografica Dragonheart Records, il secondo album della band, Resound the Horn (Risuona il corno), che rivela uno stile al limite del Doom metal epico.  Dopo tale uscita, Grom abbandonò il gruppo e fu sostituito da WrathLord. Nel 2003 uscì il terzo album, Let Battle Commence (Che la battaglia abbia inizio), che ebbe un ottimo successo, venendo addirittura nominato miglior album italiano del 2003 dalla rivista Metal Hammer. Il disco, che era un concept album sull'invasione dei vichinghi del 866, rivoluziona il loro stile con sonorità più dure e meno melodiche.
Dopo la partecipazione al Tradate Iron Fest (di supporto a Omen e Virgin Steele) il gruppo inizia la produzione del successivo album, che viene registrato nell'ottobre 2006. L'album, intitolato My Name Will Live On, è uscito il 22 giugno 2007 e segnò un ritorno alle origini delle sonorità epiche della band.
Il 25 febbraio 2011 è uscito il nuovo plattern, il cui titolo è The Eternal Battle.
La band al momento vede quattro componenti, in seguito alla dipartita prima di The Forger e più di recente del bassista Geilt, sostituito da Nidhoggr.

## Formazione

### Formazione attuale
- Deathmaster - voce
- Alessio "Sacred Heart" Berlaffa - chitarra
- Nidhoggr - basso
- WrathLord - batteria

#### Ex componenti
- Geilt - basso
- The Forger - chitarra
- Grom - batteria
- Guardian Angel - chitarra, batteria
- Guardian Angel II - chitarra
- Nightcomer - voce
- Dark Omen - basso
- Soldier of Fortune - basso

## Discografia
Album in studio
- 1999 - Doomsword
- 2002 - Resound the Horn
- 2003 - Let Battle Commence
- 2007 - My Name Will Live On
- 2011 - The Eternal Battle

Demo
- 1997 - Sacred Metal